# Aardappelpannenkoekje

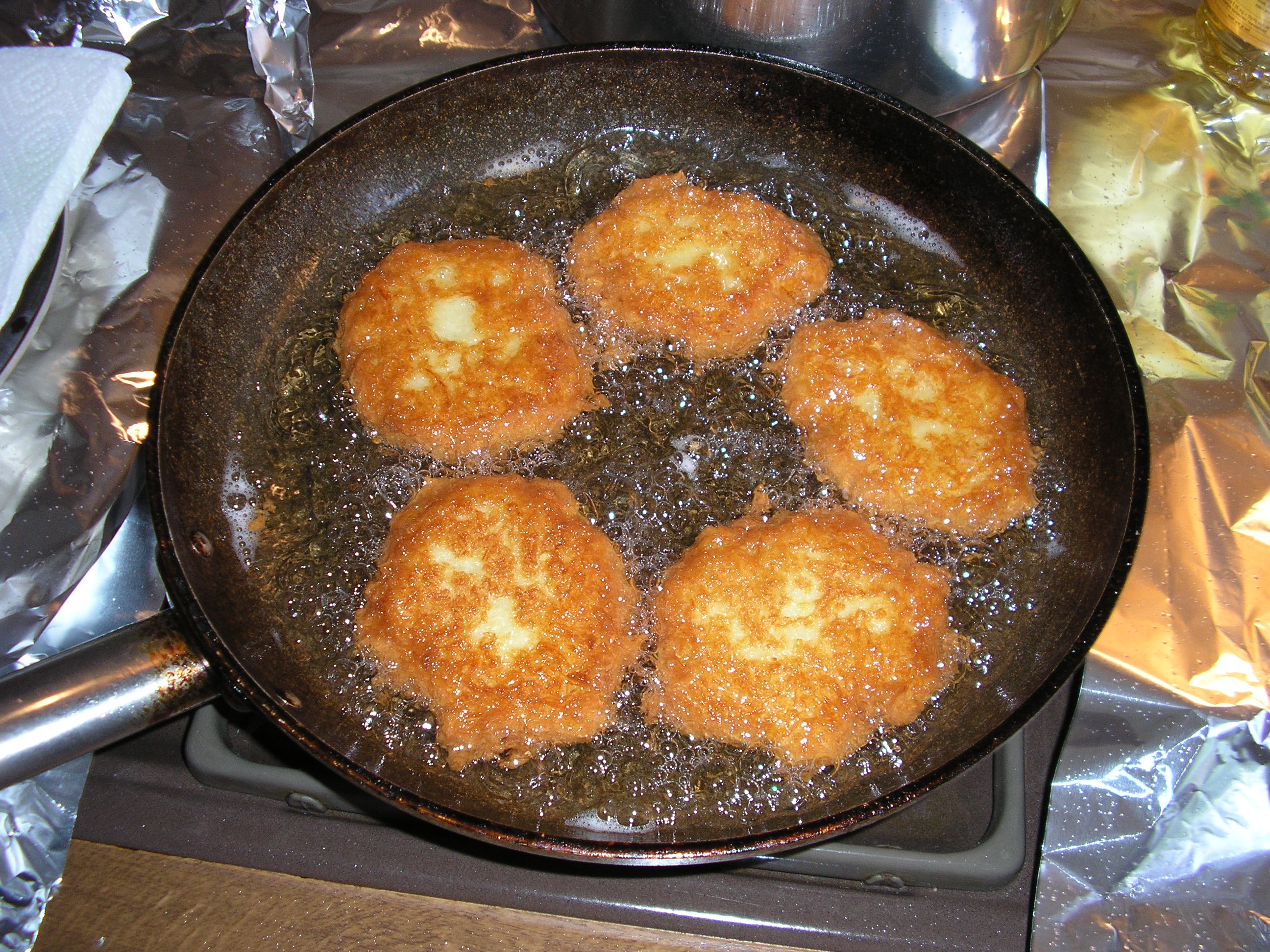
Bakken van aardappelpannenkoekjes

Een aardappelpannenkoekje of rijfkoek is een vegetarisch gerecht gemaakt van aardappelen. Het heeft enige gelijkenis met röstikoeken, maar ook met kleine pannenkoekjes.

## Populariteit
Aardappelpannenkoekjes worden in grote delen van Oost- en Centraal-Europa gegeten. In Duitsland heeft het gerecht diverse namen, waaronder Reibekuchen (in het westen) en Kartoffelpuffer (in het noorden). Reibekuchen worden hier traditioneel op kerstmarkten gegeten, vaak in combinatie met appelmoes. In de joodse keuken heten ze latkes of latkas en worden ze gegeten tijdens het chanoekafeest. Latkes zijn meestal wat kleiner dan de varianten uit andere keukens en worden uitsluitend in olie gebakken. Soms worden aardappelkoeken gevuld met vlees, zoals in Wit-Rusland. In Polen zijn placki ziemniaczane algemeen verkrijgbaar als fastfood, onder andere in milkbars en in restaurants die soms zelfs in placki gespecialiseerd zijn (plackarnia), ook om af te halen. In veel landen zijn aardappelpannenkoekjes diepgevroren te koop in de supermarkt.

### In Nederland
Rijfkoeken maken tevens deel uit van de culinaire traditie van Limburg en Gelderland. In Nederlands Zuid-Limburg worden ze riefkeukskes genoemd en eet men ze vaak los met hartige sauzen, zoals mayonaise of knoflooksaus. In de Achterhoek, de Liemers en het Rijk van Nijmegen heten ze riefkuukskes. In deze contreien worden ze eerder gegeten op een snee zwartbrood met wat stroop. Op de Veluwe zegt men riftkoeken. Hier vormen de aardappelkoeken eerder een bijgerecht en worden ze niet als tussendoortje gegeten.

## Bereiding
Eerst worden aardappels en uien fijn geraspt. Aan dit mengsel worden bloem, ei, zout en kruiden of specerijen naar smaak toegevoegd. Dit beslag wordt in platte ronde schijven gebakken in vet (meestal zonnebloemolie) of gefrituurd. De koekjes kunnen op veel verschillende manieren worden opgediend. Dit is meestal regionaal gebonden, net zoals die manier waarop de koekjes worden gekruid.
Er bestaan ook varianten zonder bloem en ei.